# فونیکس کانتکت
فونیکس کانتکت (انگلیسی: Phoenix Contact) شرکت الکترونیک آلمانی است، که در سال ۱۹۲۳ تأسیس شد.